# Gössenheim
Gössenheim è un comune tedesco di 1 297 abitanti, situato nel circondario del Meno-Spessart nel distretto della Bassa Franconia nel land della Baviera.